# Batta

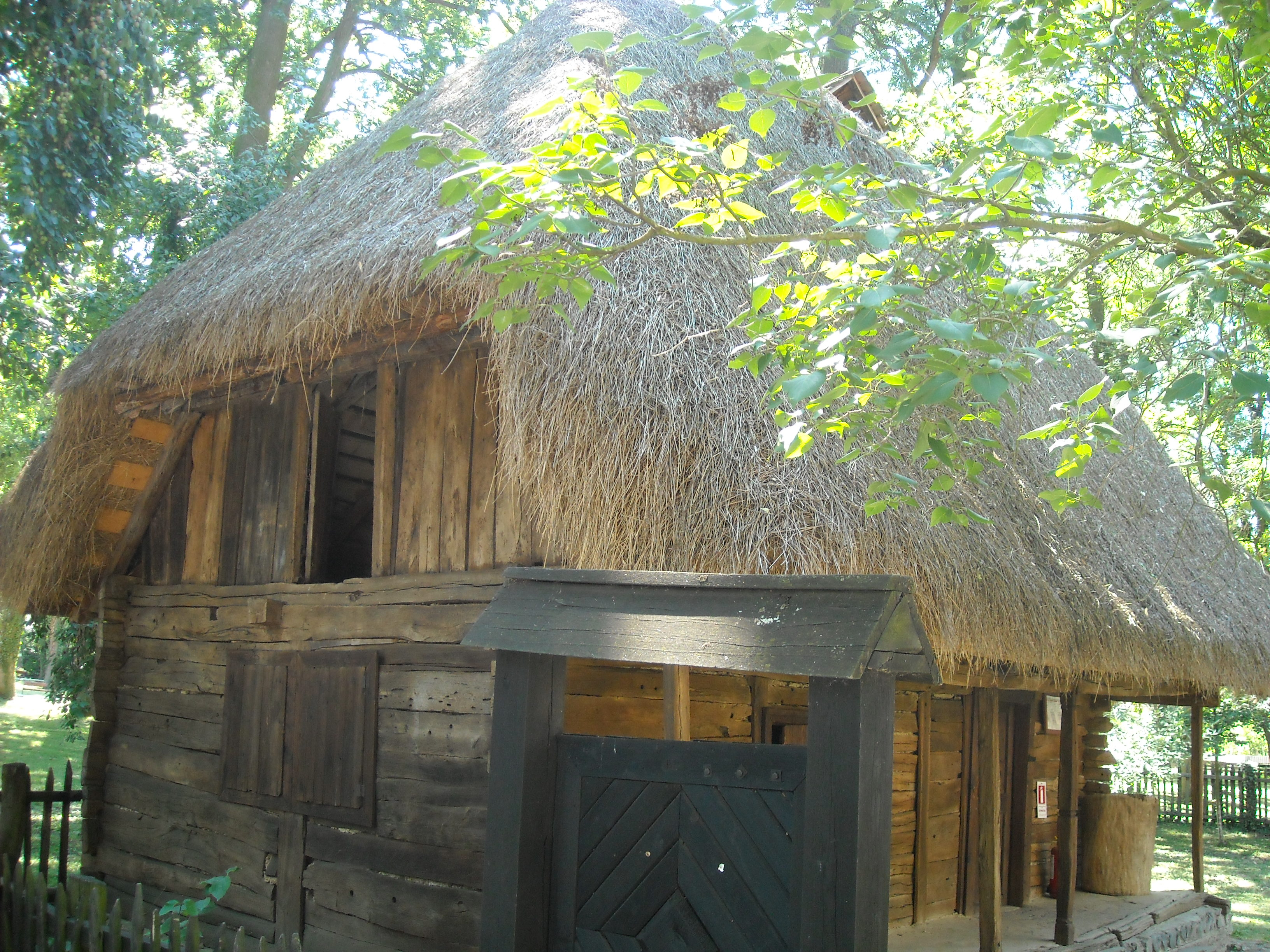
Kétosztatú, zsilipelt falú ház Battáról, a 18. század második feléből

Batta (románul: Bata) falu Romániában, a Bánátban, Arad megyében.

## Fekvése
Lippától 35 kilométerre délkeletre, a Maros bal partján, a folyótól egy-két kilométerre fekszik.

## Népessége
- Fényes Elek 1851-ben megjelent könyvének adatai szerint 1897 ortodox és három római katolikus lakosa volt.[2]
- 1910-ben 1629 lakosa közül 1473 volt román, 75 magyar, 41 német és 35 főként cigány anyanyelvű; 1505 ortodox, 80 római katolikus, 25 zsidó és tíz evangélikus vallású.
- 2002-ben 522 lakosa közül 519 volt román és három magyar nemzetiségű; 434 ortodox, 56 pünkösdi és 19 baptista vallású.

## Története
Két Batta nevű falu (Kethbata) 1367-ben a bulcsi apátság birtoka volt. 1717-ben csupán nyolc házból állt. Ezt követően 1779-ig a lippai kerülethez, majd Krassó vármegyéhez, 1880-tól pedig Krassó-Szörény vármegyéhez tartozott. Uradalma a kamara birtoka volt és bérlők gazdálkodtak rajta egészen 1864-ig, amikor Anton Mocsonyi vásárolta meg.

## Gazdaság
- Bazaltbányáját egy német cég műveli.[3]